# Yanglinzhai
Yanglinzhai (kinesiska: 杨林寨, 杨林寨乡) är en socken i Kina. Den ligger i provinsen Hunan, i den södra delen av landet, omkring 62 kilometer norr om provinshuvudstaden Changsha. Antalet invånare är 22210. Befolkningen består av 11 195 kvinnor och 11 015 män. Barn under 15 år utgör 20,0 %, vuxna 15-64 år 70 %, och äldre över 65 år 9,0 %.
Genomsnittlig årsnederbörd är 1 683 millimeter. Den regnigaste månaden är maj, med i genomsnitt 292 mm nederbörd, och den torraste är december, med 45 mm nederbörd.